# Ereorde van de Palm

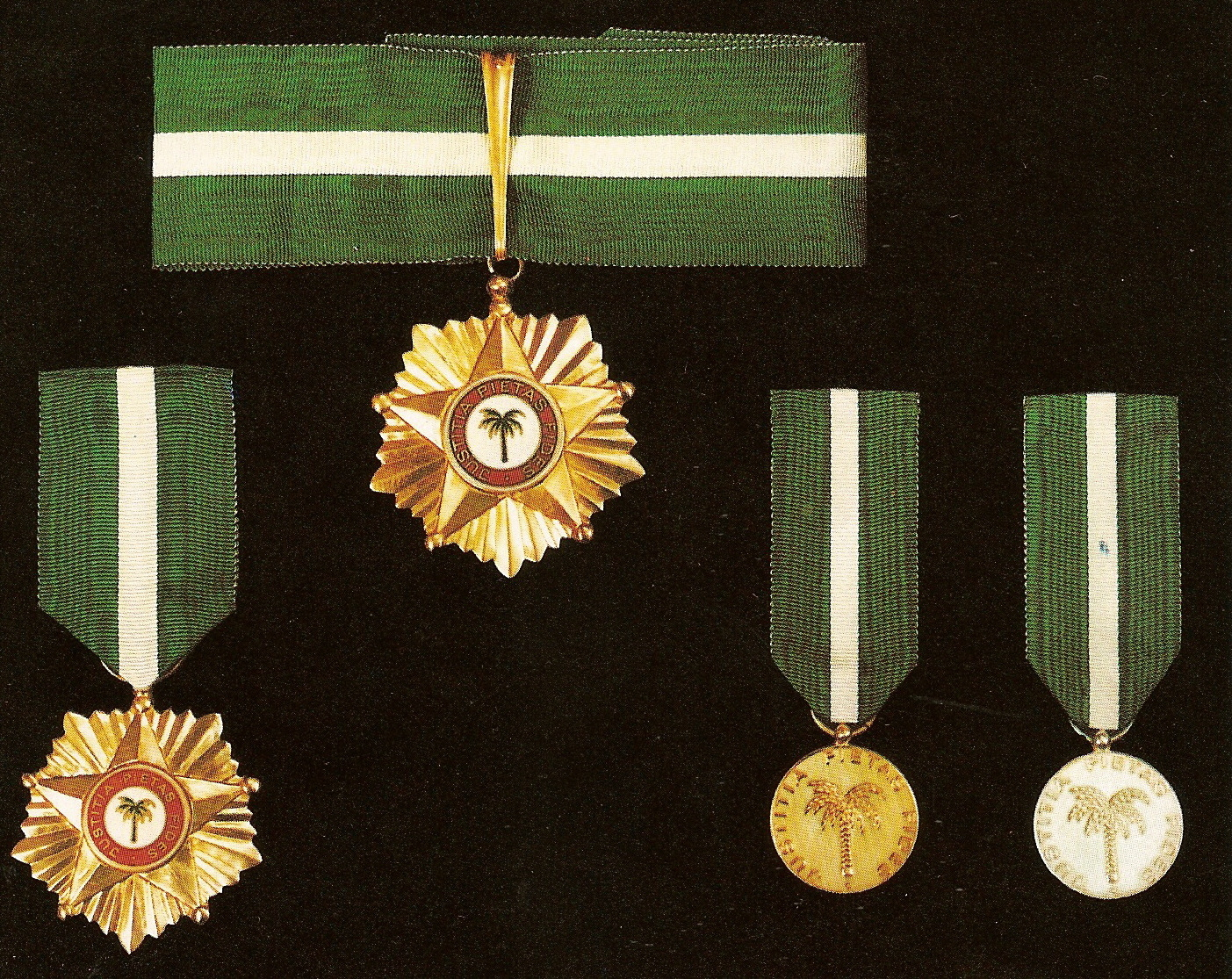
De Ereorde van de Palm en ere-medaille van de Palm in goud en zilver

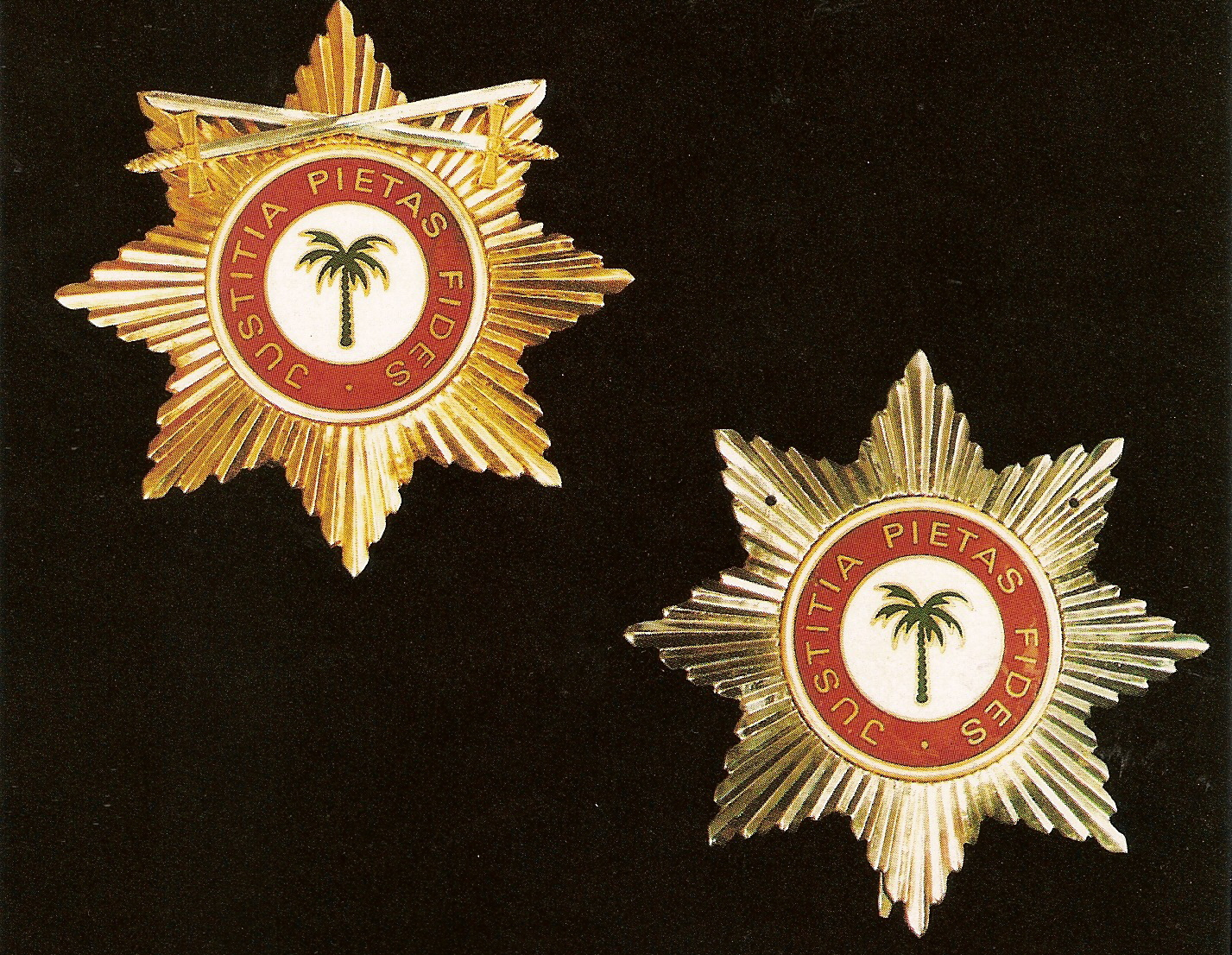
De Ereorde van de Palm voor de Drager grootlint (militair), en de Ereorde van de Palm grootofficier

De Ereorde van de Palm, ook wel "Orde van Verdienste" en "Orde van de Gouden Palm" genoemd is een Surinaamse orde van verdienste. Deze ridderorde werd ten tijde van de onafhankelijkheid van Suriname in 1975 ingesteld om de Orde van de Nederlandse Leeuw en de Orde van Oranje-Nassau te vervangen. De orde wordt voor bijzondere verdiensten op burgerlijk en militair gebied toegekend en wordt ook aan vreemdelingen verleend. De Surinaamse president is de grootmeester van de orde die in een militaire en een burgerlijke divisie verdeeld is.

## Beschrijving
Het kleinood van de orde is een vijfpuntige gouden ster met een centraal medaillon. Het witte medaillon draagt een afbeelding van een palmboom en op de rode ring daaromheen staat in gouden letters het devies "JUSTITIA - PIETAS - FIDES". De ster is van goud en draagt het medaillon. Het lint van de orde is groen met een witte middenstreep.

## Graden
- Grootlint
- Grootofficier
- Commandeur
- Officier
- Ridder